# Ludovic Butelle
Ludovic Butelle (* 3. April 1983 in Reims) ist ein französischer Fußballspieler.

## Karriere
Der französische Torhüter begann seine Karriere bei der Jugend des französischen Erstligisten FC Metz.
Butelle kam 2001 in die Kampfmannschaft und bestritt sein erstes Profispiel am 2. Februar 2002 gegen Olympique Lyon (1:3), da der Stammtorhüter der Mannschaft, Jacques Songo’o, beim Afrika-Cup spielte und der zweite Tormann Johan Liebus verletzt war. In seiner zweiten Saison 2002/03 brachte er es bereits auf 20 Spiele in der Ligue 1. In der Saison 2003/04 absolvierte er 27 Spiele für den FC Metz.
Im Sommer 2004 wechselte er nach Spanien zum FC Valencia. Er war neben Mora der Ersatztormann von Santiago Cañizares. In der ersten Saison wurde er an Hércules Alicante verliehen, wo er fünf Spiele in der Segunda División spielte. Sein erstes Spiel für Valencia CF absolvierte er am 19. März 2006 gegen Racing Santander (1:2). Zur Saison 2007/08 wurde er an Real Valladolid verliehen und in der darauffolgenden Saison an OSC Lille. Vor der Saison 2009/10 nahm ihn der OSC Lille fest unter Vertrag. Da er dort an Mickaël Landreau jedoch nicht vorbeikam, wechselte er 2010 zum abstiegsbedrohten Zweitligisten Olympique Nîmes.
Von 2011 bis 2014 spielte er für den AC Arles-Avignon, danach wechselte er weiter zum SCO Angers. Nach zwei Spielzeiten wechselte er zum belgischen Erstligisten FC Brügge, wo er 2016 die Meisterschaft feiern konnte. Außerdem wurde er auch in Belgien als bester Torhüter des Jahres 2016 ausgezeichnet.
Im Januar 2018 kehrte er zurück zum SCO Angers in die Ligue 1. In Angers verbrachte er drei weitere Jahre, bevor sich der Franzose im Sommer 2021 ablösefrei Red Star Paris anschloss. Nach zwei weiteren Jahren wechselte er zu Stade Reims.

## Erfolge
- Belgischer Meister: 2015/16 (FC Brügge)
- Gewinner belgischer Supercup: 2016 (FC Brügge)